# Fred Gladding
Fred Earl Gladding (né le 28 juin 1936 à Flat Rock, Michigan, et mort le 21 mai 2015 à Columbia, Caroline du Sud) est un joueur américain de baseball.

## Biographie
Lanceur de relève droitier, il joue dans la Ligue majeure de baseball pour les Tigers de Détroit de 1961 à 1967 et les Astros de Houston de 1968 à 1973.
Il maintient une moyenne de points mérités de 3,13 en 601 manches lancées au total lors de ses 13 saisons et réalise 109 sauvetages durant sa carrière. 
Releveur efficace en début de carrière, il conserve une moyenne de points mérités de 2,70 en 337 manches lancées pour les Tigers de Détroit. Avec 26 victoires contre 11 défaites, son ratio victoires-défaites de ,703 était toujours en date de 2015 le plus élevé pour un joueur comptant au moins 200 manches lancées en carrière avec les Tigers. À Détroit, il brille particulièrement à sa dernière campagne en 1967 avec une moyenne de points mérités de 1,99 en 77 manches et 12 sauvetages.
Le 22 novembre 1967, Gladding est le joueur à nommer plus tard transféré des Tigers aux Astros pour l'acquisition le 17 août précédent par Détroit du joueur étoile en fin de carrière Eddie Mathews. Gladding s'établit comme stoppeur pour Houston à sa seconde saison chez les Astros, où malgré une moyenne de points mérités élevée de 4,16 il mène les lanceurs de la Ligue nationale avec 29 sauvetages en 1969, la première saison où cette statistique est officiellement reconnue par le baseball majeur. Il enchaîne des saisons de 18, 12 et 14 victoires protégées pour Houston de 1970 à 1972.
Fait statistique mineur mais inusité, Gladding obtient 68 passages au bâton et ne réussit qu'un seul coup sûr, lui donnant une moyenne au bâton en carrière de ,016 : c'est la plus faible de tous les joueurs de l'histoire des majeures ayant réussi au moins un coup sûr.
Surnommé The Bear (« L'ours ») durant sa carrière de joueur, Fred Gladding est par la suite instructeur des lanceurs des Tigers de Détroit de 1976 à 1978 et a notamment sous ses ordres la jeune sensation Mark Fidrych.